# Felipe Villagrán
Felipe Andrés Villagrán Rivera, noto semplicemente come Felipe Villagrán (Santiago del Cile, 17 marzo 1997), è un calciatore cileno, centrocampista del Coquimbo Unido.